# NXT TakeOver 36
NXT TakeOver 36 – gala wrestlingu wyprodukowana przez federację WWE dla zawodników z brandu NXT. Odbyła się 22 sierpnia 2021 w WWE Performance Center w Orlando w stanie Floryda. Emisja była przeprowadzana na żywo za pośrednictwem serwisu strumieniowego Peacock w Stanach Zjednoczonych i WWE Network na całym świecie oraz w systemie pay-per-view. Była to trzydziesta szósta gala w chronologii cyklu NXT TakeOver i czwarta w 2021 roku.
Podczas gali odbyło się sześć walk, w tym jedna podczas pre-show. W walce wieczoru, Samoa Joe pokonał Karriona Krossa zdobywając NXT Championship rekordo po raz trzeci. W przedostatniej walce Kyle O’Reilly pokonał Adama Cole’a z wynikiem 2–1 w Two-out-of-three-falls matchu. W innych ważnych walkach, Ilja Dragunov pokonał Waltera poprzez submission zdobywając NXT United Kingdom Championship kończąc rekordowe panowanie Waltera wynoszące 870 dni oraz Cameron Grimes pokonał LA Knighta zdobywając Million Dollar Championship.

## Produkcja
NXT TakeOver 36 oferowało walki profesjonalnego wrestlingu z udziałem wrestlerów z brandu NXT. Oskryptowane rywalizacje (storyline’y) kreowane są podczas cotygodniowych gal NXT. Wrestlerzy są przedstawieni jako heele (negatywni, źli zawodnicy i najczęściej wrogowie publiki) i face’owie (pozytywni, dobrzy i najczęściej ulubieńcy publiki), którzy rywalizują pomiędzy sobą w seriach walk mających budować napięcie. Kulminacją rywalizacji jest walka wrestlerska lub ich seria. NXT TakeOver 36 było czwartą galą cyklu TakeOver wyprodukowaną w 2021.

### Rywalizacje
29 października 2020 na NXT UK, Walter pokonał Ilję Dragunova broniąc NXT United Kingdom Championship. W czerwcu 2021, Dragunov otrzymał kolejną walkę o mistrzostwo po pokonaniu Rampage'a Browna i Joego Coffeya w Triple Threat matchu. Walka o tytuł została zaplanowana początkowo na odcinek NXT UK w dniu 22 lipca. Tydzień przed walką został podpisany kontrakt na walkę, ale na tym samym odcinku, Walter na backstagu doznał kontuzji ręki, a walka została przełożona. 22 lipca główny producent NXT Triple H, producent NXT UK Shawn Michaels i generalny menadżer NXT William Regal ogłosili że walka o NXT United Kingdom Championship odbędzie się podczas NXT TakeOver 36.
15 czerwca podczas odcinka NXT, Samoa Joe powrócił do NXT stając się enforcerem generalnego menadżera NXT Williama Regala pod warunkami, że nie może walczyć w ringu, ani nie może zaatakować nikogo, chyba że zostanie sprowokowany. Przez kilka tygodni Karrion Kross próbował prowokować Joego. 13 lipca na odcinku NXT Karrion Kross obronił NXT Championship pokonując Johnny'ego Gargano, gdzie Samoa Joe był sędzią specjalnym. Po walce Kross zaatakował Joego. 27 lipca na odcinku NXT, Regal chciał zwolnić Krossa za to że mistrz NXT zaatakował go tydzień temu, ale Samoa Joe miał inne plany. Joe zrezygnował z bycia enforcerem Regala, został członkiem aktywnego rosteru NXT, i ogłosił walkę o NXT Championship na NXT TakeOver 36.
16 lutego 2020, Raquel González pojawiła się po raz pierwszy od jej występu, w drugiej edycji turnieju Mae Young Classic, pomagając Dakocie Kai wygrać mecz z Tegan Nox na gali NXT TakeOver: Portland. Przez następne tygodnie Raquel służyła jako ochroniarz Kai, pomagając jej wygrywać walki. Na przełomie stycznia Kai i González wzięły udział, w pierwszym kobiecym turnieju Dusty Rhodes Tag Team Classic, docierając do finałów, gdzie 14 lutego 2021 pokonały Ember Moon i Shotzi Blackheart, aby przejść do historii jako pierwsze zwyciężczynie. Niecały miesiąc później zostały pierwszymi posiadaczkami NXT Women’s Tag Team Championship, lecz straciły tytuły zaledwie po godzinie panowania. González wdała się w feud z ówczesną NXT Women’s Championką Io Shirai, którą pokonała podczas pierwszej nocy gali NXT TakeOver: Stand & Deliver, aby zdobyć mistrzostwo po raz pierwszy w karierze. Na odcinku NXT z dnia 27 lipca González ogłosiła otwarte wyzwanie o jej mistrzostwo, jednak nikt na owe nie odpowiedział, po czym Kai niespodziewanie zaatakowała swoją przyjaciółkę, domagając się meczu o NXT Women’s Championship, który otrzymała na nadchodzące NXT TakeOver 36.
Na TakeOver: In Your House, LA Knight pokonał Camerona Grimesa w Ladder matchu, aby wygrać zwakowane mistrzostwo Million Dollar Championship, które zostało ponownie wprowadzone przez WWE Hall of Famera i „The Million Dollar Man”, Teda DiBiase. Na następnym odcinku NXT, DiBiase oficjalnie wręczył Knightowi Million Dollar Championship. Po emocjonalnym promo Knight zaatakował DiBiase, którego uratował Grimes; w filmie przesłanym na kanał WWE na YouTube pokazano, że Grimes przeprosił DiBiase po walce na In Your House. Następnie Knight pokonał Grimesa w rewanżu na NXT: The Great American Bash; zgodnie z postanowieniami rewanżu, Grimes został osobistym służącym Knighta. Jednak Grimes irytował Knighta w tym czasie. Następnie DiBiase powrócił, zachęcając Grimesa do walki o Million Dollar Championship. Podczas odcinka NXT 10 sierpnia, Knight zgodził się bronić tytułu przeciwko Grimesowi na TakeOver 36 pod warunkiem, że jeśli Knight wygra, DiBiase zastąpi Grimesa jako osobisty służąący Knighta. Chociaż Grimes był temu przeciwny, DiBiase zgodził się na warunki.
Innym godnym uwagi feudem poprzedzającym TakeOver 36 był konflikt między byłymi członkami Undisputed Era, Adamem Cole’em i Kyle’em O’Reillym. Zaczęło się w TakeOver: Vengeance Day, gdzie Cole zaatakował O’Reilly’ego pod koniec gali. Zmierzyli się ze sobą w Unsanctioned matchu podczas drugiej nocy TakeOver: Stand & Deliver, w którym wygrał O’Reilly. Na TakeOver: In Your House, O’Reilly i Cole nie wygrali NXT Championship w Fatal 5-Way matchu. Na następnym odcinku NXT, obaj pobili się za kulisami, a generalny menadżer NXT, William Regal, ogłosił rewanż pomiędzy nimi w NXT: The Great American Bash, w którym wygrał Cole. Na odcinku z 27 lipca, po walce Cole’a, O’Reilly zaatakował Cole’a, wykonując nanim suplex na stalowe schody. Dwa tygodnie później, O’Reilly i Cole odbyli konfrontację twarzą w twarz, w której zgodzili się na Two-out-of-three-falls match na TakeOver 36. O’Reilly wybrał Singles match na pierwszą stypulację, Cole wybrał Street Fight na drugą, a Regal wybrał Steel Cage match na ostatnią.

## Wyniki walk
| Nr                                                                   | Wyniki                                                   | Stypulacje | Czas  |
| -------------------------------------------------------------------- | -------------------------------------------------------- | --- | ----- |
| 1P                                                                   | Ridge Holland (z Pete’em Dunne’em) pokonał Treya Baxtera | Singles match | 1:45  |
| 2                                                                    | Cameron Grimes (z Tedem DiBiasem) pokonał LA Knighta (c) | Singles match o Million Dollar Championship Jeśli Grimes przegra, Ted DiBiase musi zostać służącym Knighta.                  | 16:31 |
| 3                                                                    | Raquel González (c) pokonała Dakotę Kai                  | Singles match o NXT Women’s Championship                                                                                     | 12:24 |
| 4                                                                    | Ilja Dragunov pokonał Waltera (c) poprzez submission     | Singles match o NXT United Kingdom Championship                                                                              | 22:03 |
| 5                                                                    | Kyle O’Reilly pokonał Adama Cole’a z wynikiem 2–1        | Two-out-of-three-falls match (I stypulacja – Singles match, II stypulacja – Street Fight, III stypulacja – Steel Cage match) | 25:20 |
| 6                                                                    | Samoa Joe pokonał Karriona Krossa (c)                    | Singles match o NXT Championship                                                                                             | 12:24 |
| (c) – mistrz/mistrzyni przed walkąP – walka miała miejsce w pre-show |                                                          | |       |